# Pickenia
Pickenia is een geslacht van weekdieren uit de klasse van de Gastropoda (slakken).

## Soort
- Pickenia signyensis Ponder, 1983